# Taglilien
Die Taglilien (Hemerocallis) sind eine Pflanzengattung, die zur Unterfamilie der Tagliliengewächse (Hemerocallidoideae) gehört.

## Etymologie
Der wissenschaftliche Name der Gattung stammt von den griechischen Wörtern Ἡμέρα hēméra „Tag“ und Κάλλος kállos „Schönheit“, da die Einzelblüten der Gattung nur einen einzigen Tag lang blühen. Von dieser Tatsache leitet sich auch die deutsche Bezeichnung der Gattung ab.

## Beschreibung
Taglilien sind ausdauernde krautige Pflanzen. Sie wachsen häufig in Horsten. Die Wurzeln sind häufig fasrig oder fleischig und zusammenlaufend. An den Enden bilden sich jedoch Verdickungen, aus denen Rhizome auswachsen. Der Stängel hat nur bodennahe lange lineare Laubblätter, von denen sich immer zwei gegenüberstehen. Sie sind häufig umgebogen und laufen zur Spitze hin scharf zu.
Üblicherweise trägt jede Pflanze zwei Blütenstände, die schraubelig cymoid sind, seltener kommen Einzelblüten vor.
Die trichterförmigen, zwittrigen und schwach zygomorphen Einzelblüten sind eintägig kurzlebig. Die sechs Blütenhüllblätter (Tepalen) sind an ihrer Basis kurz röhrig verwachsen. Die inneren Tepalen sind leicht breiter als die äußeren. Jede Blüte enthält sechs Staubblätter, die am Boden der Blütenhülle verwachsen sind. Die Staubfäden sind nach oben gebogen, getrennt und ungleich. Die Staubbeutel bestehen aus zwei Hälften (Theken). Drei Fruchtblätter sind zu einem oberständigen dreifächerigen Fruchtknoten verwachsen, der grün ist. Nektarien sind vorhanden. Der nach oben gebogene Griffel endet in einer dreilappigen oder kopfigen Narbe.
Es werden ledrige Kapselfrüchte ausgebildet, die entweder sehr wenige oder viele Samen enthalten.

## Verbreitung
Taglilien finden sich von Mitteleuropa bis Ostasien. Die Gattung Hemerocallis fehlt in der Neuen Welt; obwohl es Vertreter der Familie Tagliliengewächse in Australien gibt, scheint die Gattung auch dort zu fehlen. Das Mannigfaltigkeitszentrum liegt mit elf Arten in der Volksrepublik China, vier Arten sind dort endemisch. Da vor allem Hybriden der Gelbroten Taglilie (Hemerocallis fulva) als Gartenpflanzen populär sind, finden sie sich auch in nordamerikanischen Gärten und sind zum Teil von dort aus verwildert.

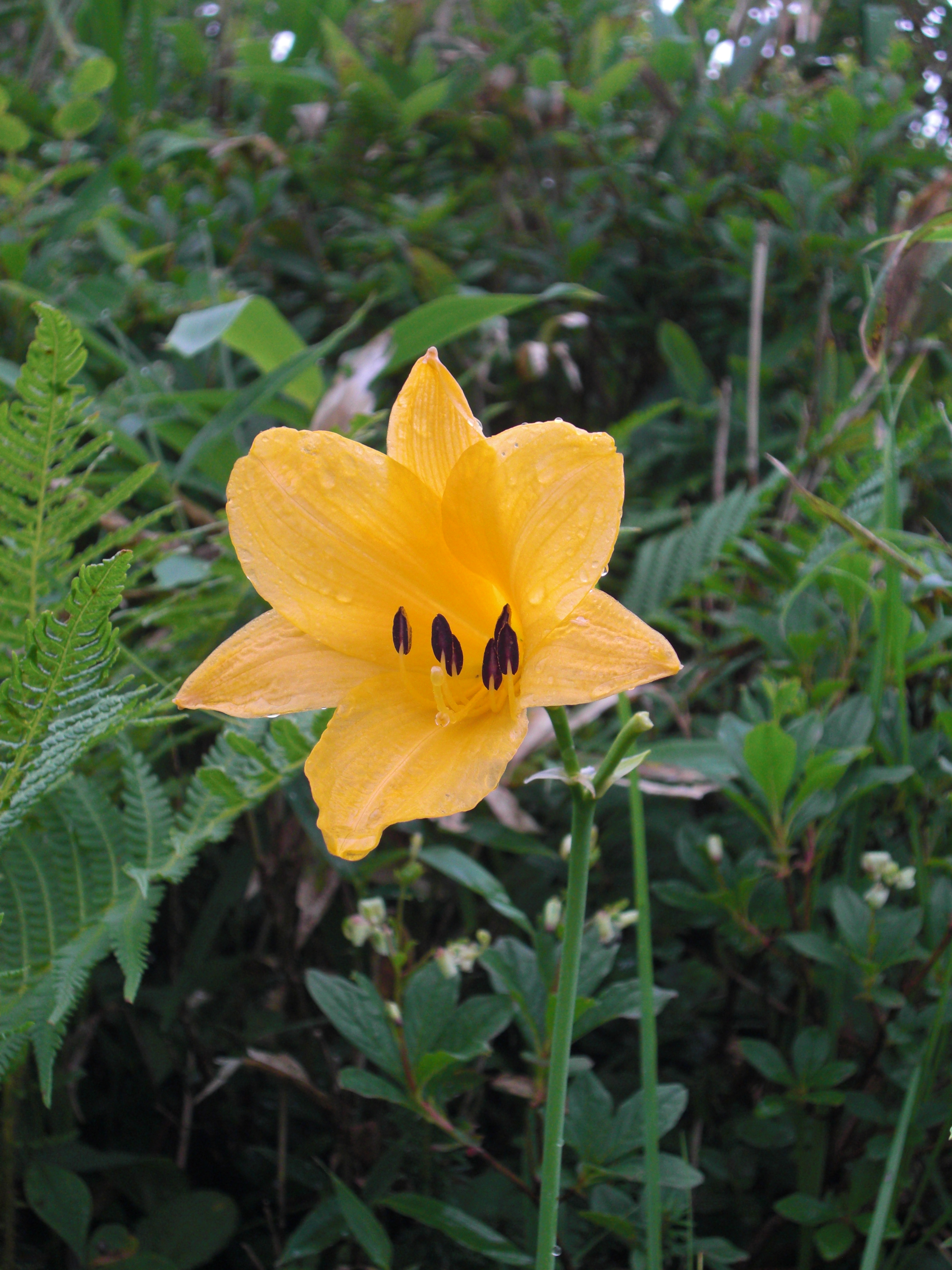
Essbare Taglilie (Hemerocallis esculenta)

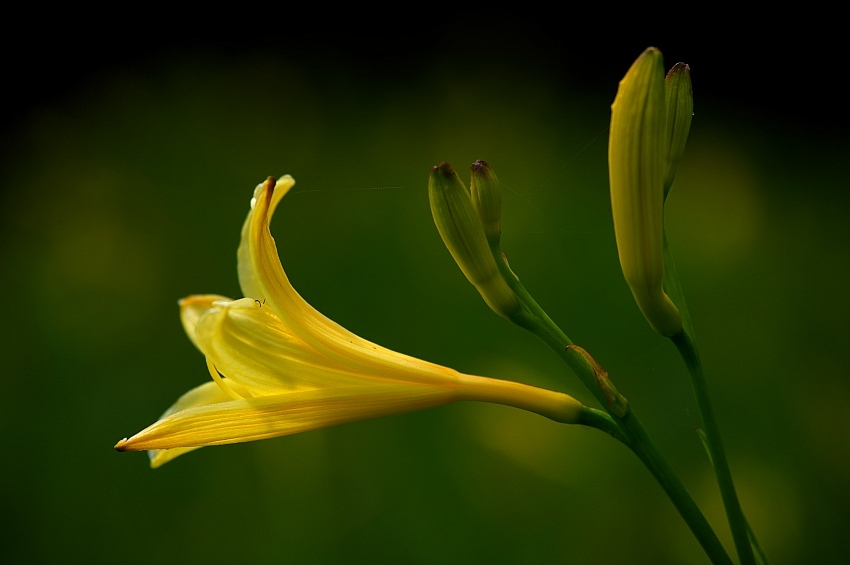
Blüte der Gelben Taglilie (Hemerocallis lilioasphodelus)

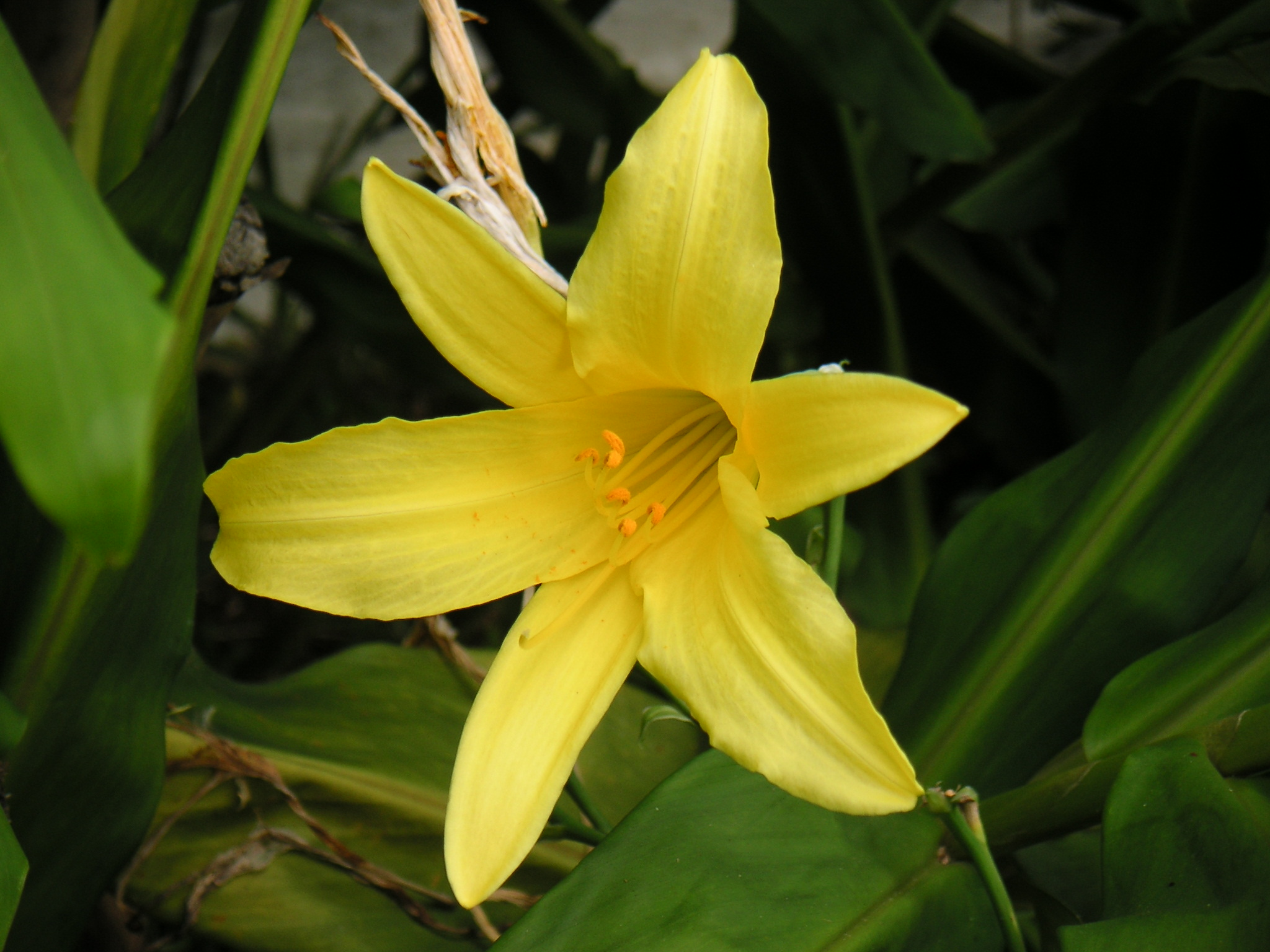
Blüte von Kleinen Taglilie (Hemerocallis minor)

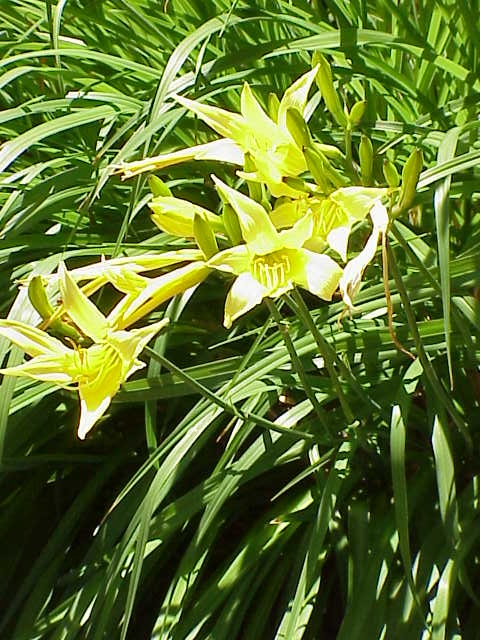
Thunbergs Taglilie (Hemerocallis thunbergii)

## Systematik
Lange Zeit bestand die Familie, jetzt Unterfamilie der Tagliliengewächse (Hemerocallidoideae), ausschließlich aus der Gattung Hemerocallis, die Familie/Unterfamilie wurde stark erweitert. Der Gattungsname Hemerocallis wurde 1753 von Carl von Linné in Species Plantarum, 1, S. 324 erstveröffentlicht. Typusart ist Hemerocallis lilioasphodelus L. Zur Gattung Hemerocallis
- Zitronen-Taglilie (Hemerocallis citrina Baroni), Heimat: China (Schensi); mit den Varietäten:
  - Hemerocallis citrina var. citrina
  - Hemerocallis citrina var. vespertina (H.Hara) M.Hotta
- Hemerocallis darrowiana S.Y.Hu
- Dumortiers Taglilie (Hemerocallis dumortieri C. Morren), Heimat: Japan, Korea, Mandschurei, Ostsibirien
- Essbare Taglilie (Hemerocallis esculenta Koidz.), Heimat: Japan, Sachalin
- Hemerocallis exaltata Stout
- Forrests Taglilie (Hemerocallis forrestii Diels), Heimat: Jünnan
- Gelbrote Taglilie (Hemerocallis fulva (L.) L.), mit den Varietäten:
  - Hemerocallis fulva var. angustifolia Baker
  - Hemerocallis fulva var. aurantiaca (Baker) M.Hotta (Syn.: Hemerocallis fulva var. sempervirens M. Hotta & M. Matsuoka)
  - Hemerocallis fulva var. fulva
  - Hemerocallis fulva var. kwanso Regel
  - Hemerocallis fulva var. littorea (Makino) M.Matsuoka & M.Hotta
  - Hemerocallis fulva var. maculata Baroni
  - Hemerocallis fulva var. pauciflora M.Hotta & M.Matsuoka
- Hemerocallis hakuunensis Nakai
- Hemerocallis hongdoensis M.G.Chung & S.S.Kang
- Gelbe Taglilie (Hemerocallis lilioasphodelus L.), kommt in den Südostalpen, in Italien und Slowenien vor und ist eingebürgert in Europa, sonst in Sibirien, im Amurgebiet und in China
- Middendorffs Taglilie (Hemerocallis middendorffii Trautv. & C.A.Mey.), Heimat: Amurgebiet, Nordchina, Mandschurei, Korea, Japan, Sachalin; mit den Varietäten:
  - Hemerocallis middendorffii var. longibracteata Z.T.Xiong
  - Hemerocallis middendorffii var. middendorffii
- Kleine Taglilie (Hemerocallis minor Mill.), Heimat: Ostsibirien, Mongolei, Nordchina, Korea
- Vielblütige Taglilie (Hemerocallis multiflora Stout), Heimat: China (Hunan)
- Zwerg-Taglilie (Hemerocallis nana W.W.Sm. & Forrest), Heimat: West-Jünnan
- Hemerocallis plicata Stapf
- Hemerocallis taeanensis S.S.Kang & M.G.Chung
- Thunbergs Taglilie (Hemerocallis thunbergii Baker), Heimat: Korea, Nordchina
- Hemerocallis yezoensis H.Hara

## Kultur

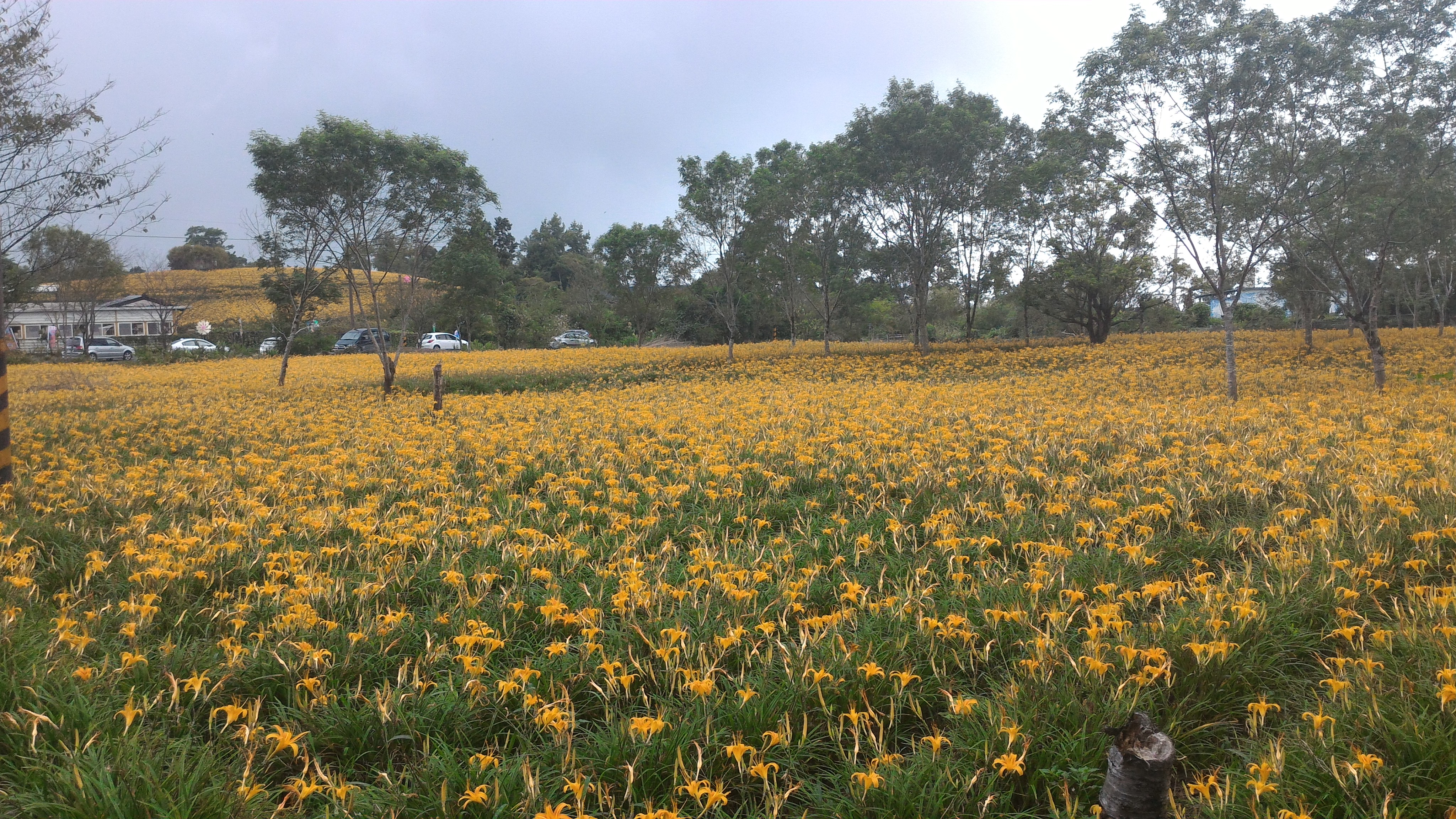
Taglilienfeld in Yuli (Landkreis Hualien, Taiwan)

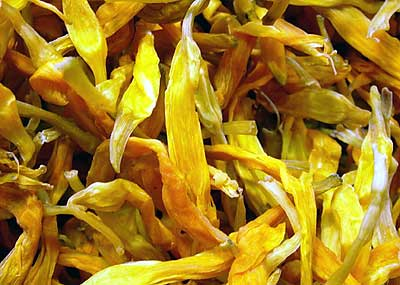
Getrocknete Taglilienblüten als Nahrungsmittel

Taglilien sind als Gartenpflanzen in Europa, den Vereinigten Staaten und vor allem in der Volksrepublik China bedeutend. Allein in den USA gibt es 38.000 registrierte Züchter für Taglilien, die über 13.000 benannte Hybriden erzeugt haben.
In der chinesischen Gartenkunst ist die Gattung seit Tausenden von Jahren von großer Bedeutung. Dort wird die Gattung aber auch wegen der essbaren Blüten einiger Arten (Gelbrote Taglilie, Zitronen-Taglilie, Essbare Taglilie) geschätzt und findet Anwendung in der traditionellen chinesischen Medizin. Der Anbau in der Volksrepublik China findet vor allem in den Provinzen südlich des Qin-Ling-Gebirges, schwerpunktmäßig in den Provinzen Hunan, Jianxi, Shaanxi, Sichuan und Gansu statt. Das bekannteste Anbaugebiet, auf das mehr als die Hälfte der nationalen Produktion entfallen, liegt in den Kreisen Shaodong und Qidong in der Provinz Hunan. In Taiwan wurden im Jahr 2016 391 Tonnen Taglilien auf 567 Hektar Anbaufläche geerntet. Der Hauptanbau entfiel auf die Landkreise Hualien (287 t) und Taitung (59 t). Die Produktion ist seit Jahren rückläufig.
Vor dem menschlichen Verzehr werden die Blüten gedämpft und getrocknet. Der Genuss der unbehandelten Blumenteile kann aufgrund des Alkaloidgehalts Vergiftungserscheinungen hervorrufen. Die Blätter werden beim Bau einiger Typen von traditionellen Wohnhäusern in der chinesischen Provinz Yunnan, in Taichung auf Taiwan sowie auf der Insel Lan Yu als Material zum Decken von Dächern verwendet.
Bei Katzen können bereits geringe Mengen zu einer lebensbedrohlichen Lilienvergiftung führen.

## Schädlinge und Krankheiten

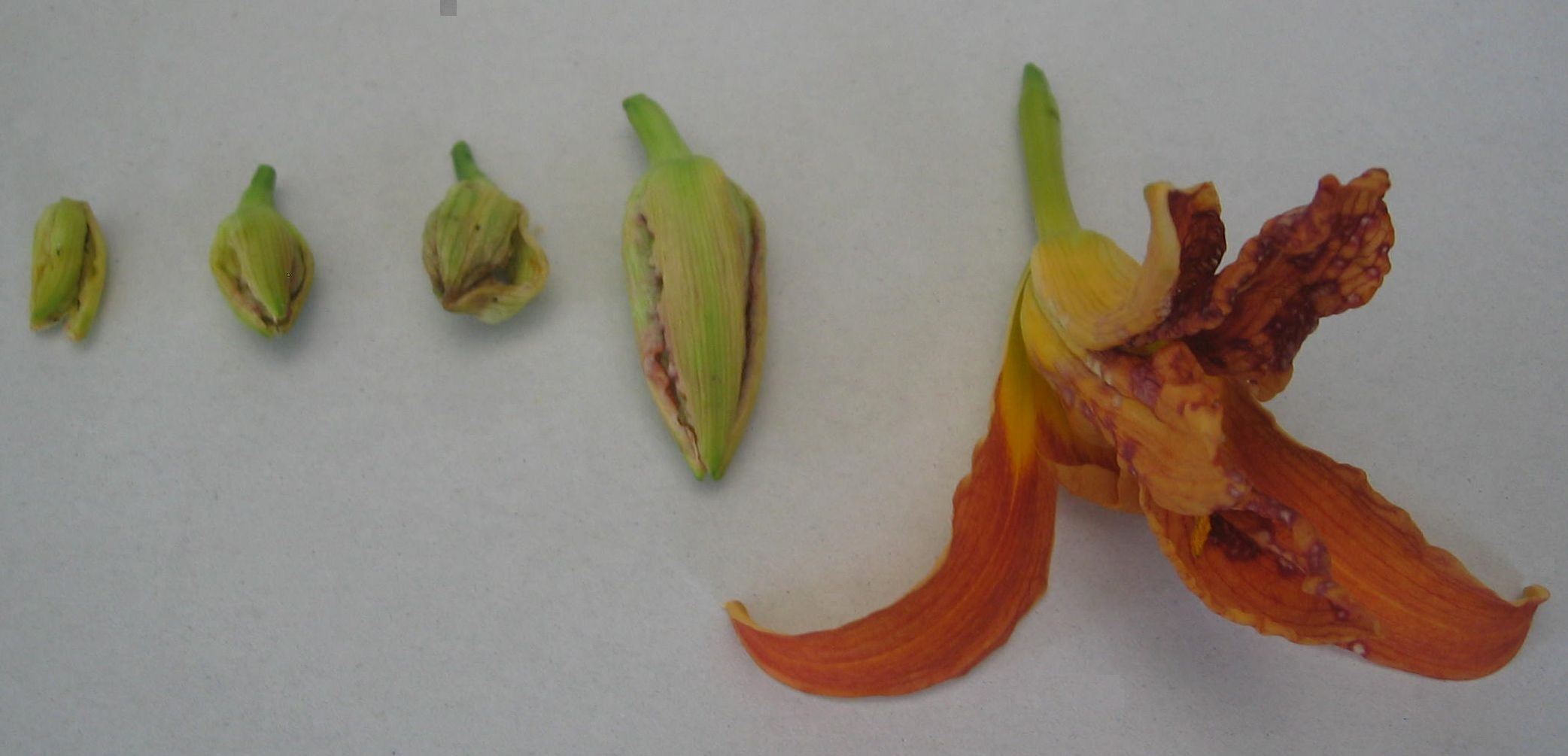
Taglilie, Blüten befallen mit Hemerocallis-Gallmücke

Taglilien sind im Allgemeinen recht robust. Es gibt jedoch einige wenige spezifische Schädlinge und Krankheitsbilder:
- Taglilien-Gallmücke (Hemerocallis-Gallmücke, Contarinia quinquenotata)

Die Hemerocallis-Gallmücke legt ihre Eier an den Knospen ab.
Die ausschlüpfenden Larven fressen die Blüten von innen an, wobei die Blüten sich verformen und in der Regel nicht öffnen (s. Bild).
- Taglilien-Rost

Der Taglilien-Rost ist wohl zuerst in den USA bemerkt und nach Europa eingeschleppt worden.
Bisher verhindern kalte Winter die Ausbreitung in Mitteleuropa.
- Kronenfäule

Zu hohe Feuchtigkeit und/oder ungeeignetes Substrat begünstigen ein Absterben der Pflanzen durch Fäulnis.
Charakteristisch ist, dass sich die Blätter vom Wurzelstock abziehen lassen.

## Philatelistisches
Mit dem  Erstausgabetag 2. Januar 2020 gab die Deutsche Post AG in der Serie Blumen ein Postwertzeichen  mit dem Abbild einer Taglilie im Nennwert von 30 Eurocent heraus. Der Entwurf stammt von den Grafikern Stefan Klein und Olaf Neumann aus Iserlohn.